# Carabus maender
Carabus maender är en skalbaggsart som beskrevs av Fischer. Carabus maender ingår i släktet Carabus och familjen jordlöpare. Inga underarter finns listade i Catalogue of Life.